# 1-й Гончарный переулок
Пе́рвый Гонча́рный переу́лок (до 1954 — 3-й Гончарный переулок)— улица в центре Москвы в Таганском районе от Нижней Радищевской улицы.

## История
Гончарные переулки, как и Гончарная улица, получили своё название в XIX веке по дворцовой Гончарной слободе, располагавшейся на левобережье реки Яуза (близ её устья). C XVI века здесь селились гончары, изготовлявшие керамическую посуду, глиняные игрушки и изразцы. Ранее — 3-й Гончарный переулок. В 1954 году при реконструкции района стал 1-м Гончарным.

## Описание

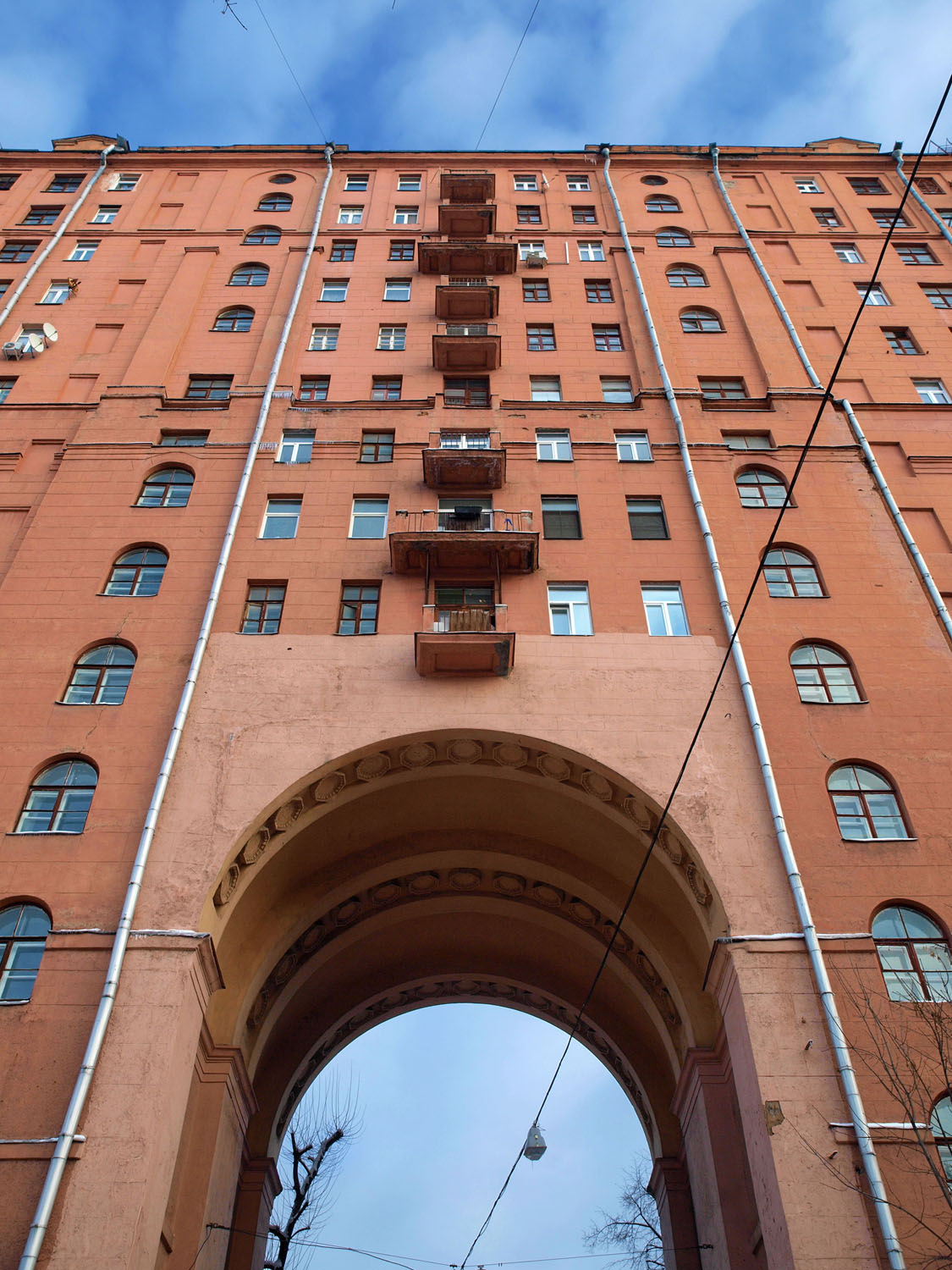
Арка дома № 38 по Гончарной улице.

1-й Гончарный переулок начинается от Нижней Радищевской, проходит на юго-запад, пересекает Гончарную улицу, за которой проходит под аркой дома № 38 и заканчивается тупиком в жилой застройке.